# Miliusa chunii
Miliusa chunii là loài thực vật có hoa thuộc họ Na. Loài này được W.T. Wang mô tả khoa học đầu tiên năm 1957.